# Diagonaldominant
En matris är diagonaldominant om beloppet av diagonalelementet är större än eller lika med summan av beloppen av de andra elementen, för varje rad.
En matris är strikt diagonaldominant om beloppet av diagonalelementet är större än summan av beloppen av de andra elementen, för varje rad.

## Exempel
Matrisen
{\displaystyle A={\begin{bmatrix}3&-2&1\\1&-3&2\\-1&2&4\end{bmatrix}}}
är diagonaldominant eftersom
{\displaystyle |a_{11}|\geq |a_{12}|+|a_{13}|}   då   {\displaystyle |+3|\geq |-2|+|+1|}
{\displaystyle |a_{22}|\geq |a_{21}|+|a_{23}|}   då   {\displaystyle |-3|\geq |+1|+|+2|}
{\displaystyle |a_{33}|\geq |a_{31}|+|a_{32}|}   då   {\displaystyle |+4|\geq |-1|+|+2|}.
Matrisen:
{\displaystyle B={\begin{bmatrix}-2&2&1\\1&3&2\\1&-2&0\end{bmatrix}}}
är inte diagonaldominant eftersom
{\displaystyle |b_{11}|<|b_{12}|+|b_{13}|}   då   {\displaystyle |-2|<|+2|+|+1|}
{\displaystyle |b_{22}|\geq |b_{21}|+|b_{23}|}   då   {\displaystyle |+3|\geq |+1|+|+2|}
{\displaystyle |b_{33}|<|b_{31}|+|b_{32}|}   då    {\displaystyle |+0|<|+1|+|-2|}.
Det vill säga, den första och tredje raden uppfyller inte  villkoret för diagonaldominans.
Matrisen:
{\displaystyle C={\begin{bmatrix}-4&2&1\\1&6&2\\1&-2&5\end{bmatrix}}}
är strikt diagonaldominant eftersom
{\displaystyle |c_{11}|>|c_{12}|+|c_{13}|}   då   {\displaystyle |-4|>|+2|+|+1|}
{\displaystyle |c_{22}|>|c_{21}|+|c_{23}|}   då   {\displaystyle |+6|>|+1|+|+2|}
{\displaystyle |c_{33}|>|c_{31}|+|c_{32}|}   då   {\displaystyle |+5|>|+1|+|-2|}.